# 纪元凯
纪元凯，陕西邠州（今陕西彬县）人，是一名明朝政治人物。
纪元凯曾于1559年接替张魁任崇明县知县一职，1561年由范性接任。